# Apamea nichollae
Apamea nichollae là một loài bướm đêm trong họ Noctuidae.